# Itzingen

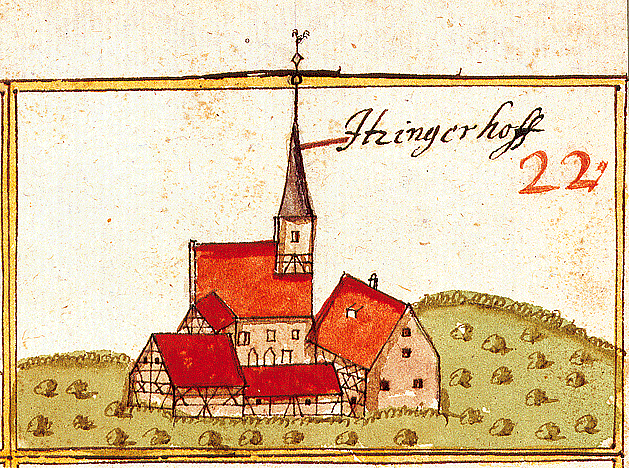
Itzinger Hof in Kiesersche Forstkarte (Kiesers Forstlagerbuch von 1684)

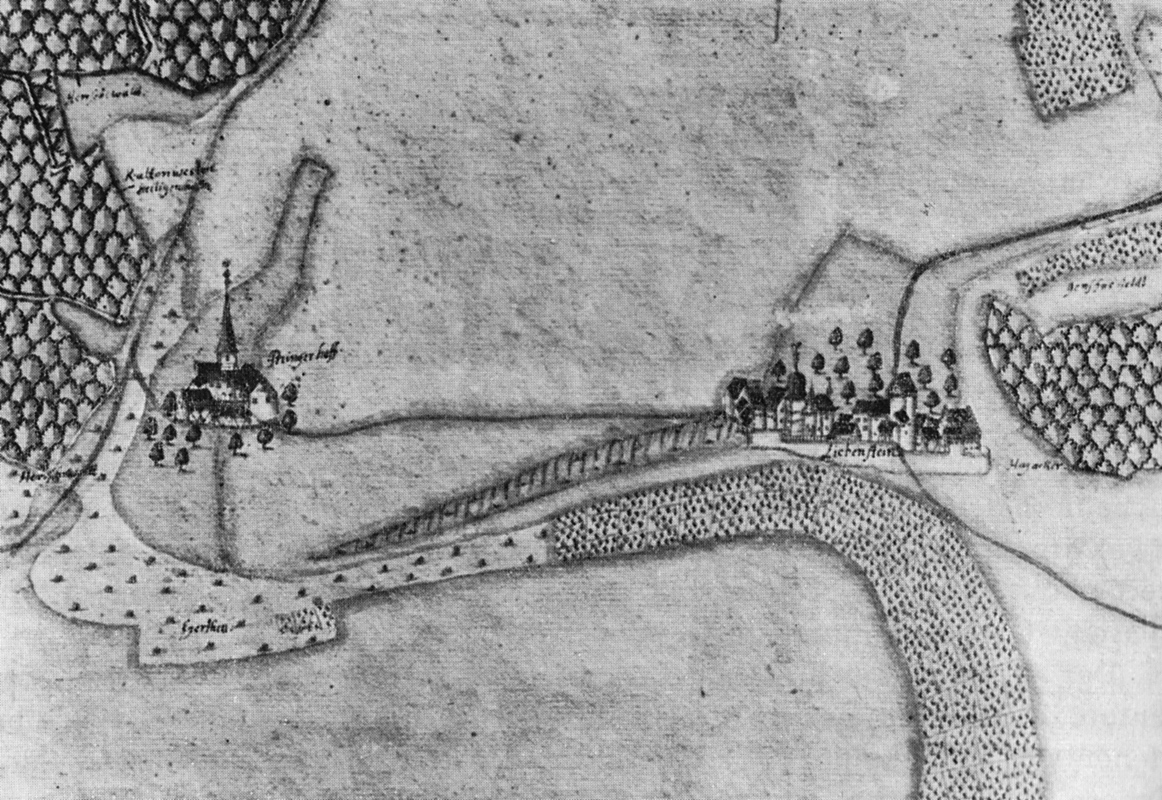
Liebenstein und Itzingen auf Kieserschen Forstkarten.

Itzingen ist eine Wüstung auf Gemarkung von Neckarwestheim im Landkreis Heilbronn im nördlichen Baden-Württemberg.

## Geografie
Itzingen liegt im Seebronner Tal östlich von Schloss Liebenstein zwischen Neckarwestheim und Ilsfeld. Heute steht an der Stelle des früheren Ortes ein von der Gemeinde Neckarwestheim gepflanzter Baum.

## Geschichte
Itzingen liegt an einer alten von Besigheim kommenden Römerstraße. Vermutlich gehört es zu den alemannischen Ursiedlungen im Schozachgau. Im Jahr 1261 wurde im Itzinger Hof ein Dominikanerkloster gegründet, in dessen dem heiligen Vincent geweihter Kirche die Herren von Liebenstein ihre Grablege hatten. 1287 wurde ein Konvent zu Itzingen in einer Schenkungsurkunde einer Adelheid von Liebenstein erwähnt. Im Gegensatz zu den weiteren Wüstungen der Gegend bestand Itzingen auch über die Zeit der Stadtgründungen im 13. und 14. Jahrhundert hinaus und wurde noch 1685 im Kieserschen Forstlagerbuch abgebildet. 1555 erhielt das Dorf das Marktrecht, 1751 wurde das Rathaus neu erbaut. Mit dem Verfall von Schloss Liebenstein verkam auch der zugehörige Itzinger Hof, der 1807 auf Abbruch verkauft wurde. Das noch erhaltene Grabmal des Conrad von Liebenstein von 1620 wurde in die Schlosskapelle von Schloss Liebenstein verbracht. Die Itzinger Gemarkung von 107 Morgen Land ging 1846/49 an die württembergische Hofdomänenkammer.